# Claudi Restitut
Claudi Restitut (en llatí Claudius Restitutus) va ser un orador romà. Gaudia de considerable reputació i va viure en el regnat de Trajà. Era amic de Plini el Jove i va ser elogiat per Marcial en un epigrama.